# Gerard Rogowski
Gerard Paul Rogowski (* 1. Januar 1931 in Rosenberg, Oberschlesien; † 17. Juni 2022 in Mikołów) war ein Ordenspriester und Generaloberer der Gesellschaft des Göttlichen Heilandes, auch bekannt als Orden der Salvatorianer.

## Leben
Nach dem Besuch des Gymnasiums in Leipzig trat Gerard Rogowski in Mikołów den Salvatorianern bei und absolvierte 1949/1950 das Noviziat im Schloss Heinzendorf in Bagno. 1950 legte er die ersten Gelübde ab. Am Kolleg der Salvatorianer in Mikołów (Oberschlesien) schloss er seine Schulbildung ab und legte 1952 das Abitur ab. Danach studierte er bis 1958 Philosophie und Theologie am Philosophisch-Theologischen Kollegium der Dominikaner in Krakau.
Am 24. Juni 1957 wurde er in Mikołów vom damaligen Bischof von Kattowitz, Herbert Bednorz, in der Salvatorianerkirche zum Priester geweiht und war anschließend als Pfarrseelsorger in Polen tätig, vor allem im heimatlichen Schlesien. Von 1959 bis 1964 studierte er an der Universität Breslau Deutsche Philologie und schloss als Magister ab. Von 1963 bis 1965 unterrichtete er als Lektor Deutsch im Höheren Geistlichen Seminar der Salvatorianerpatres in Bagno (Polen).
Von 1965 bis 1967 studierte er Englisch an der Northwestern University in Chicago, von 1965 bis 1975 war er Emigrantenseelsorger mit Sitz in Gary (Merrillville), Indiana. Dort wurde er 1968 zum Hausökonom und 1970 zum Hausoberen ernannt. Von 1972 bis 1975 war er Regionaloberer der polnischen Salvatorianer in den USA und in Manitoba.
Das Generalkapitel des Ordens wählte Pater Gerard Rogowski im Jahr 1975 zum siebten Generaloberen (1981 wurde er wiedergewählt), eine Aufgabe, die er von Rom aus bis 1987 wahrnahm. Nach dem Ende seiner Amtszeit war er Seelsorger in der Schweiz, 1989/1990 als Pfarradministrator in Bülach und von 1990 bis 2006 als Pfarrer der Gemeinde St. Martin in Meilen am Zürichsee. Er war Vizepräsident des Salvator-Verlags in Zug, wo er von 2006 bis 2019 lebte. Seine letzten Lebensjahre verbrachte er in dem Ort, wo er sich den Salvatorianern angeschlossen hatte, in Mikołów.

## Wertschätzung
Im Jahre 1979 erhielt er einen Dankesbrief von Mutter Teresa und 1981 zum 100. Gründungstag der Salvatorianer ehrte ihn Papst Johannes Paul II. mit einem Brief in Latein.